# Lampsilis radiata
Lampsilis radiata is een tweekleppigensoort uit de familie van de Unionidae. De wetenschappelijke naam van de soort is voor het eerst geldig gepubliceerd in 1791 door Gmelin.